# Fin de semana (película de 1964)
Fin de semana es una película española dirigida por Pedro Lazaga estrenada el 23 de noviembre de 1964. Está protagonizada por José Luis López Vázquez, Antonio Ozores y Manolo Gómez Bur.
Formato panorámico en Cinemascope y un reparto muy bien surtido para una historia coral que nos muestra a qué dedican un grupito de oficinistas su fin de semana. 

## Sipnosis
Un locutor (Fernando Rey) describe el origen del trabajo por culpa de la Eva del paraíso terrenal. Después alaba la costumbre inglesa del descanso semanal de treinta y seis horas. Da paso a una oficina un sábado por la mañana en la que Bernardo (Antonio Ozores) llega tarde y es abroncado por el jefe Don Joaquín (José Orjas). Más tarde llega el director de la oficina, Don Alberto (José Luis López Vázquez) que por teléfono habla con su mujer Matilde (Laly Soldevila) y la manda junto a sus hijos al campo el fin de semana para poder quedar con su amante, pero no consigue salir con su amiga porque primero llega su jefe de Barcelona, Don Alejandro Orteu (Ismael Merlo) y después tiene una inundación en su casa. El botones (Manuel Manzaneque) roba 600 pesetas, pero es incapaz de gastarlas y las devuelve arrepentido. A las 2 de la tarde se cierra la oficina hasta el lunes. Comienza el fin de semana. Don Joaquín pasa el tiempo jugando a las cartas y hablando de criadas con su mujer Concha (Lola Lemos) y unas amigas. Bernardo va a pasar el día al campo con una compañera de la oficina (Soledad Miranda), pero les estropea el plan su hermanito Felipito (Enrique San Francisco). Ángela, la secretaria (Elvira Quintillá), una mujer madura y soltera, pasa el tiempo leyendo poemas. Pero en la iglesia encuentra el milagro del amor con Miguel, un viejo amigo (Jesús Puente). Otros tres empleados muy amigos (Manolo Gómez Bur, Ángel Ter y Venancio Muro), no consiguen ligar a pesar de sus esfuerzos...

## Reparto
| Actor/Actriz             | Personaje                        |
| ------------------------ | -------------------------------- |
| José Luis López Vázquez  | Don Alberto Durán                |
| Antonio Ozores           | Bernardo                         |
| Manolo Gómez Bur         | Ramírez                          |
| Elvira Quintillá         | Ángela                           |
| Soledad Miranda          | Sonsoles                         |
| Ángela Bravo             | Pilar                            |
| Enrique Ávila            | Empleado modelo (novio de Pilar) |
| Ángel Ter                | Luis                             |
| Venancio Muro            | Tomás                            |
| José Orjas               | Don Joaquín                      |
| Jesús Puente             | Miguel                           |
| Mari Carmen Prendes      | Mujer de Fernando                |
| Ángel de Andrés          | Fernando                         |
| Ismael Merlo             | Don Alejandro Orteu              |
| Vicky Lagos              | Marisa (amante de Don Alberto)   |
| Fernando Rey             | Entrevistador                    |
| Laly Soldevila           | Matilde (mujer de Don Alberto)   |
| Tip                      | Guía                             |
| Antonio Machín           | Él mismo                         |
| Tota Alba                | Madre de Paco                    |
| Ángel Álvarez            | Don Eloy                         |
| Lola Lemos               | Concha                           |
| Mercedes Muñoz Sampedro  | Amiga de Concha 1                |
| Guadalupe Muñoz Sampedro | Amiga de Concha 2                |
| Antonio Padilla          |                                  |
| Enrique San Francisco    | Felipín                          |
| Montserrat Laguna        |                                  |
| Manuel Manzaneque        | Paco                             |
| Rufino Inglés            |                                  |
| José Villasante          | Fontanero                        |
| María Pinar              |                                  |